# Stolnica sv. Mateja, Osorno
Stolnica svetega Mateja (špansko  Catedral San Mateo Apóstol ) stoji v mestu Osorno v južnoameriški državi Čile. [3]
Stoji v bližini Plaza de Armas iz središču mesta in velja za arhitekturni dragulj neogotskega sloga in glavno turistično znamenitost v mestu Osorno. Njen oblikovalec je čilski arhitekt León Prieto Casanova.

## Opis
Stolnica izstopa zaradi svojega impozantnega zvonika, visokega 45 metrov in zaradi velikih in barvitih mozaikov in vitražnih oken s prikazi bibličnih likov.
Nagrada Obra Bicentenario za leta 1960 do 2008 je bila podeljena stolnici kot priznanje enemu od projektov, ki so bili v zadnjih petdesetih letih, zaradi njihovih značilnosti in vpliva, opredeljeni kot urbane znamenitosti; s spreminjanjem obraza mesta Osorno in z njo, kakovosti njenih prebivalcev. 
Je del dekanata središča škofije Osorno.

## Zgodovina
Prva cerkev je bila postavljena leta 1577.
Po potresu leta 1960, ki je povzročil resno strukturno škodo na stavbi, so jo popolnoma porušili.
Leta 1962 je monsignor Francisco Valdés Subercaseaux, prvi škof Osorna, ki je trenutno v procesu beatifikacije, ustanovil Odbor za obnovo, ker je želel zgraditi novo cerkev na istem mestu kot je bila prejšnja.
Temeljni kamen je bil blagoslovljen in postavljen 1. maja 1962 in 15 let kasneje, 24. novembra 1977, je bila posvečena nova cerkev.
Gradbena dela na zvoniku so se začela 18. januarja 1982 in bila končana septembra istega leta.
Septembra 2007 je bila zaključena vgradnja vitražnih oken ob vhodu v cerkev, pobuda Fundacije Monseñor Francisco Valdés Subercaseauxa. 